# Megalibgwilia ramsayi
Megalibgwilia ramsayi — вид вимерлих істот родини Єхиднових, типовий вид роду Megalibgwilia. Скам'янілості знайдено у багатьох покладах Австралії й на о Тасманія. Етимологія: «libgwil» — на мові австралійських аборигенів Вембавемба, назва  Tachyglossus aculeatus, «mega» з грецької «великий». Опис виду був здійснений на основі розбитої лівої плечової кістки, подальші ж знахідки цілого черепу і скелету показали, що цей вид приблизно такого ж розміру як Zaglossus bruijni (але передпліччя довші). І M. ramsayi значно менший ніж викопний вид Zaglossus hacketti. Ґріфіс та ін висловили припущення, що M. ramsayi скоріше був комахоїдним ніж хробакоїдним як Zaglossus. У Тасманії M. ramsayi як вид прожив довше ніж деінде.